# Mistrzostwa świata kobiet w biegach ulicznych
Mistrzostwa świata kobiet w biegach ulicznych – zawody lekkoatletyczne organizowane pod egidą IAAF rokrocznie od 1983 do 1991 roku. 
Podczas dwóch pierwszych edycji panie rywalizowały w biegu na dystansie 10 kilometrów, od 1985 dystans wydłużono do 15 kilometrów. Prowadzona była klasyfikacja indywidualna oraz drużynowa (wyniki obliczano przez zsumowanie pozycji trzech najlepszych zawodników z poszczególnych reprezentacji). W 1992 impreza została zastąpiona mistrzostwami świata w półmaratonie. 

## Edycje
| Edycja | Gospodarz      |
| ------ | -------------- |
| 1983   | San Diego      |
| 1984   | Madryt         |
| 1985   | Gateshead      |
| 1986   | Lizbona        |
| 1987   | Monte Carlo    |
| 1988   | Adelaide       |
| 1989   | Rio de Janeiro |
| 1990   | Dublin         |
| 1991   | Nieuwegein     |